# Alforsiet
Het mineraal alforsiet is een barium-chloor-fosfaat met de chemische formule Ba5Cl(PO4)3.

## Eigenschappen
Alforsiet is een hexagonaal, kleurloos kristal dat behoort tot de fosfaten (waartoe onder meer apatiet en vivianiet behoort).

## Naamgeving
Het is ontdekt in 1981 en genoemd naar de geoloog John T. Alfors van de California Division of Mines en Geology voor zijn werk in het gebied waar het mineraal ontdekt is.

## Voorkomen
Het wordt gevonden in bepaalde delen van Centraal-Californië, voornamelijk in Fresno, Mariposa en Tulare County. Men kan het eveneens vinden in Baja California, Mexico.